# Rue des Aveugles (Liège)
Pour les articles homonymes, voir Rue des Aveugles.
La rue des Aveugles est une rue ancienne du centre de la ville de Liège (Belgique) qui relie Féronstrée au quai de Maastricht.

## Odonymie
La rue abritait depuis le XIVe siècle un asile pour aveugles.

## Description et localisation
Cette courte rue rectiligne d'une longueur d'environ 85 m est une voie permettant aux automobilistes venant du quai de Maestricht de rejoindre le pont Saint-Léonard via une courte section de Féronstrée et de la place des Déportés.

## Architecture
Contrairement à la rue du Mont-de-Piété voisine et parallèle, la rue des Aveugles n'a gardé que peu de bâtiments anciens du fait de son élargissement dans les années 1960-1970. Ce sont plutôt les façades arrière de la rue du Mont-de-Piété et de la place des Déportés que l'on peut apercevoir.
Toutefois, quelques rares immeubles anciens sont restés debout. Parmi ceux-ci, la petite maison située au no 4 datant de la fin du XVIIe siècle et possédant, au rez-de-chaussée, une porte à traverse flanquée d'une baie jointive ainsi qu'une autre baie à meneau . On peut aussi remarquer les façades à colombages de l'immeuble d'angle avec Féronstrée ainsi que de l'immeuble sis au no 26.
La façade latérale du siège administratif du port autonome de Liège, construit de 1946 à 1949, occupe l'angle avec le quai de Maestricht.

## Voiries adjacentes
- Féronstrée
- Quai de Maestricht